# C. Kuppusami
Chengalvarayan Kuppusami, född 13 december 1926, död 19 april 2013, var en indisk politiker. Han valdes in i Lok Sabha 1998 för valkretsen Cheanni Norra och valdes om 1999 och 2004. Kuppusami var fackföreningsman och förbundsordförande i Labour Progressive Federation (LPF), en facklig centralorganisation knuten till partiet DMK, från 1977 till sin död. Han inledde sin karriär som anställd vid järnvägen.